# Phytoseiidae
Phytoseiidae är en familj av spindeldjur. Enligt Catalogue of Life ingår Phytoseiidae i överfamiljen Phytoseioidea, ordningen Mesostigmata, klassen spindeldjur, fylumet leddjur och riket djur, men enligt Dyntaxa är tillhörigheten istället ordningen kvalster, klassen spindeldjur, fylumet leddjur och riket djur. Enligt Catalogue of Life omfattar familjen Phytoseiidae 2186 arter. 
Phytoseiidae är enda familjen i överfamiljen Phytoseioidea.

## Dottertaxa till Phytoseiidae, i alfabetisk ordning[1][2]
- Africoseiulella
- Africoseiulus
- Afrodromips
- Afroseiulus
- Amblydromalus
- Amblyseiella
- Amblyseiulella
- Amblyseius
- Archeosetus
- Aristadromips
- Arrenoseius
- Asperoseius
- Australiseiulus
- Chanteius
- Chantia
- Chelaseius
- Chileseius
- Cocoseius
- Cydnoseius
- Diaphoroseius
- Eharius
- Euseius
- Evansoseius
- Flagroseius
- Galendromimus
- Galendromus
- Gigagnathus
- Graminaseius
- Gynaeseius
- Honduriella
- Iphiseiodes
- Iphiseius
- Kampimodromus
- Kampimoseiulella
- Knopkirie
- Kuzinellus
- Leonseius
- Macrocaudus
- Macroseius
- Maunaseius
- Metadromips
- Metaseiulus
- Meyerius
- Moraeseius
- Neoparaphytoseius
- Neoseiulella
- Neoseiulus
- Okiseius
- Olpiseius
- Papuaseius
- Paraamblyseiulella
- Paraamblyseius
- Paragigagnathus
- Parakampimodromus
- Paraphytoseius
- Pararrenoseius
- Paraseiulus
- Pholaseius
- Phyllodromus
- Phytodromips
- Phytoscutus
- Phytoseiulus
- Phytoseius
- Platyseiella
- Prasadromalus
- Proprioseiopsis
- Proprioseiulus
- Proprioseius
- Quadromalus
- Ricoseius
- Rubuseius
- Scapulaseius
- Silvaseius
- Swirskiseius
- Tenorioseius
- Tenuisternum
- Transeius
- Typhlodromalus
- Typhlodromina
- Typhlodromips
- Typhlodromus
- Typhloseiella
- Typhloseiopsis
- Typhloseiulus
- Ueckermannseius